# Martin Lel
Martin Lel (Kapsabet, 29 ottobre 1978) è un maratoneta keniota.
Specializzatosi nelle gare di corsa su lunghe distanze, ha vinto per tre volte la maratona di Londra (2005, 2007 e 2008) e due volte la maratona di New York (2003, 2007). Alle Olimpiadi di Pechino 2008 si è classificato quinto. Nel 2004 ha vinto il Giro podistico internazionale di Castelbuono.

## Palmarès
| Anno | Manifestazione  | Sede    | Evento   | Risultato | Prestazione | Note |
| ---- | --------------- | ------- | -------- | --------- | ----------- | ---- |
| 2008 | Giochi olimpici | Pechino | Maratona | 5º        | 2h10'24"    |      |

## Altre competizioni internazionali
2002
- Argento alla Maratona di Venezia ( Venezia) - 2h10'02"

2003
- Oro alla Maratona di New York ( New York) - 2h10'30"
- Oro alla Mezza maratona di Lisbona ( Lisbona) - 1h00'10"
- Bronzo alla Maratona di Boston ( Boston) - 2h11'11"
- Oro alla Virginia Beach Half Marathon ( Virginia Beach) - 1h01'27"
- Bronzo alla Corrida Internacional de São Silvestre (15 km) ( San Paolo) - 43'59"
- 4º alla Peachtree Road Race ( Atlanta) - 28'39"

2004
- Bronzo alla Maratona di Boston ( Boston) - 2h13'38"
- Argento alla Mezza maratona di Lisbona ( Lisbona) - 59'51"
- Oro al Giro podistico internazionale di Castelbuono
- Oro al Trofeo Sant'Agata ( Catania)
- Oro alla Peachtree Road Race ( Atlanta) - 28'04"

2005
- Oro alla Maratona di Londra ( Londra) - 2h07'26"
- 4º alla Mezza maratona di Lisbona ( Lisbona) - 1h01'47"
- 4º alla San Juan World’s Best 10K ( San Juan) - 28'08"

2006
- Argento alla Maratona di Londra ( Londra) - 2h06'41"
- Oro alla Mezza maratona di Lisbona ( Lisbona) - 59'30"
- Oro alla Peachtree Road Race ( Atlanta) - 27'25"
- Oro al Memorial Peppe Greco ( Scicli) - 28'45"

2007
- Oro alla Maratona di Londra ( Londra) - 2h07'41"
- Oro alla Maratona di New York ( New York) - 2h09'04"
- Oro alla Great North Run ( Newcastle upon Tyne) - 1h00'10"
- Oro al Memorial Peppe Greco ( Scicli) - 29'02"
- Bronzo alla San Juan World’s Best 10K ( San Juan) - 28'13"

2008
- Oro alla Maratona di Londra ( Londra) - 2h05'15"
- 4º alla London BUPA 10 km ( Londra) - 28'58"

2009
- Oro alla Mezza maratona di Lisbona ( Lisbona) - 59'56"
- Oro alla Great North Run ( Newcastle upon Tyne) - 59'32"
- Oro alla Great North Run ( Newcastle upon Tyne)

2010
- Oro alla Mardi Gras Half Marathon ( New Orleans) - 1h01'07"
- Bronzo alla Falmouth Road Race ( Falmouth)

2011
- Argento alla Maratona di Londra ( Londra) - 2h05'45"
- 4º alla Corrida Internacional de São Silvestre (15 km) ( San Paolo) - 44'28"

2012
- Argento alla Maratona di Londra ( Londra) - 2h06'51"
- Oro alla Mezza maratona di Lisbona ( Lisbona) - 1h01'28"

2013
- 6º alla Maratona di Honolulu ( Honolulu) - 2h21'16"
- 4º alla New Orleans Rock 'n' Roll Half Marathon ( New Orleans) - 1h04'02"